# Franz Kustner
Franz Kustner (* 23. Juni 1950 in Ehenfeld) ist ein deutscher Politiker (CSU) und war von 2002 bis 2008 Abgeordneter im Bayerischen Landtag.

## Leben und Beruf
Von 1957 bis 1964 besuchte Kustner die Volksschule Ehenfeld. Die daran anschließende dreijährige landwirtschaftliche Berufsschule in Amberg sowie die Ausbildung zum Landwirt schloss er 1967 ab. Die Fachschule Landwirtschaft in Amberg zum Wirtschafter für Landbau besuchte er von 1968 bis 1970. Von 1970 bis 1972 wurde er in Metallbau und Schweißen ausgebildet. Die staatliche Meisterprüfung zum Landwirtschaftsmeister und die vorbereitenden Kurse dazu absolvierte er in den Jahren von 1972 bis 1974.
Im Vorstand des Kreisverbandes Amberg-Sulzbach der KLJB  war Kustner von 1968 bis 1974. 1978 war in der Jungbauernschaft im Landkreis Amberg-Sulzbach aktiv. 1982 wurde er Kreisobmann des Bayerischen Bauernverbands (BBV) für Amberg-Sulzbach. Seit 1992 ist er Bezirkspräsident des BBV für die Oberpfalz.
Kustner ist römisch-katholisch, verheiratet und Vater von vier Töchtern.

## Politik
Als 16-Jähriger trat Kustner im Jahre 1966 in die JU und im gleichen Jahr auch in die CSU ein. Seit 1984 ist er Mitglied des Kreistages im Landkreis Amberg-Sulzbach, seit 1996 Stadtrat in Hirschau.
Von 1993 bis zu dessen Abschaffung im Jahr 2000 war er Mitglied des Bayerischen Senats.
Am 1. Mai 2002 rückte Kustner für den Abgeordneten Herbert Mirbeth in den Bayerischen Landtag nach. Diesem gehörte er bis zum 19. Oktober 2008 an. Er war Mitglied der Ausschüsse für Landwirtschaft und Forsten, Umwelt und Verbraucherschutz, Kommunale Fragen und Innere Sicherheit sowie für Staatshaushalt und Finanzfragen.
Bei den Landtagswahlen 1998 und 2008 zog er als Listenkandidat des Bezirks Oberpfalz wegen der dafür nicht ausreichenden Stimmanteile der CSU nicht in den Landtag ein.

## Ämter
- Sozialversicherungsträger Niederbayern/Oberpfalz/Schwaben LBG Landshut: Vorstand
- Milchwerke Regensburg eG: Vorstandsvorsitzender
- Bayernland eG: Aufsichtsrat
- Hessenzentrale: Aufsichtsrat
- Baywa AG: Beirat
- E.ON Bayern: Beirat
- Tierseuchenkasse Bayern: Stellvertretender Vorsitzender
- C.A.R.M.E.N.: Mitglied im Vorstand
- Versicherungskammer Bayern: Beirat
- Bayerischer Bauernverband: Bezirkspräsident Oberpfalz, Waldpräsident, Vorsitzender des Fachausschusses „Nachwachsende Rohstoffe“
- KoNaRo – Kompetenzzentrum für Nachwachsende Rohstoffe in Straubing: Mitglied des Koordinierungsrates

## Auszeichnungen
- 2011: Bayerischer Verdienstorden